# Zeritis
Zeritis is een geslacht van vlinders van de familie van de Lycaenidae, uit de onderfamilie van de Aphnaeinae. De wetenschappelijke naam en de beschrijving van dit geslacht zijn voor het eerst gepubliceerd in 1836 door Jean Baptiste Boisduval.
De soorten van dit geslacht komen alleen in tropisch Afrika voor.

## Soorten
- Zeritis fontainei Stempffer, 1956
- Zeritis krystyna d’Abrera, 1980
- Zeritis neriene Boisduval, 1836
- Zeritis sorhagenii (Dewitz, 1879)